# ロヴチェン山

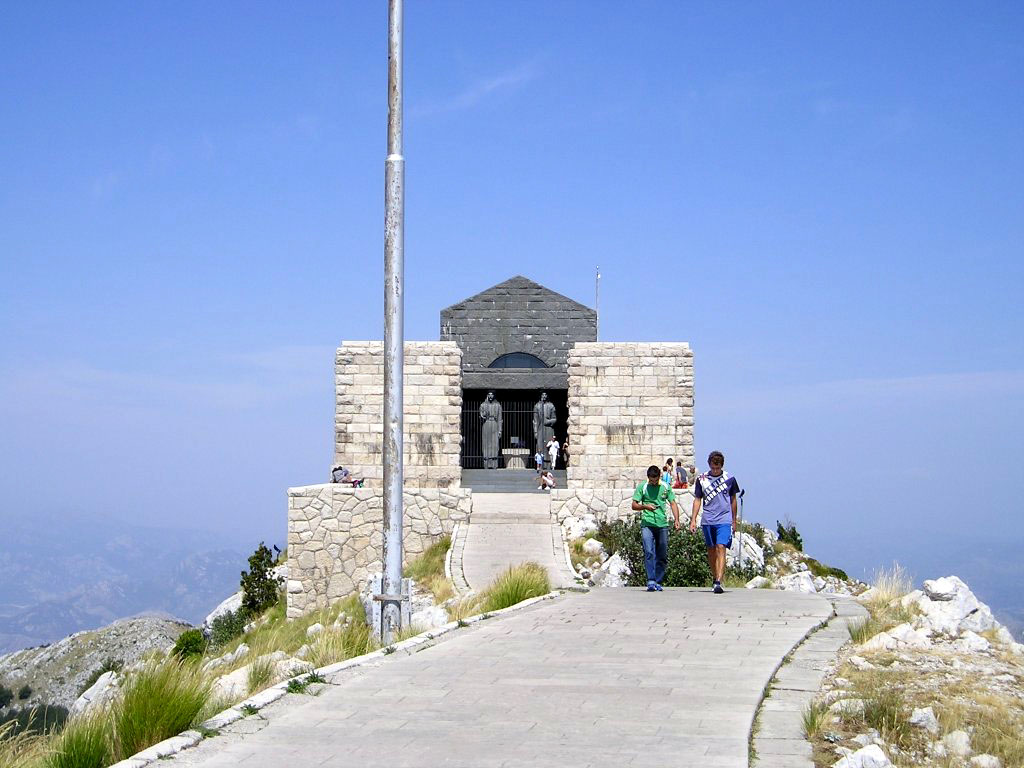
ペタル2世廟

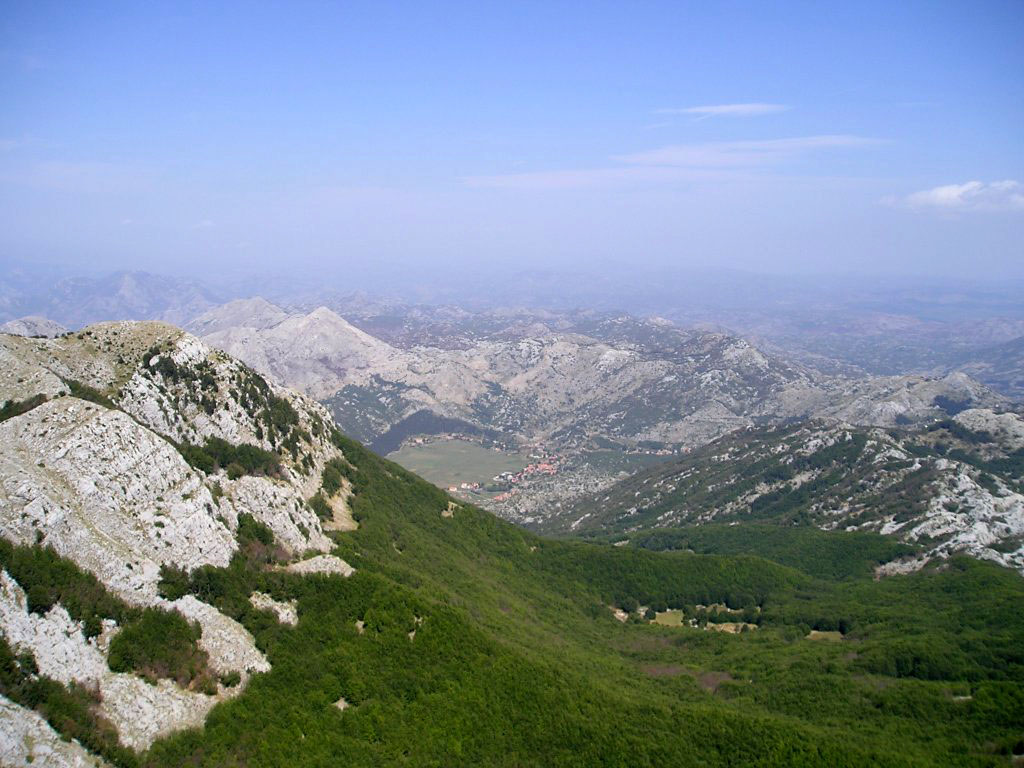
国立公園

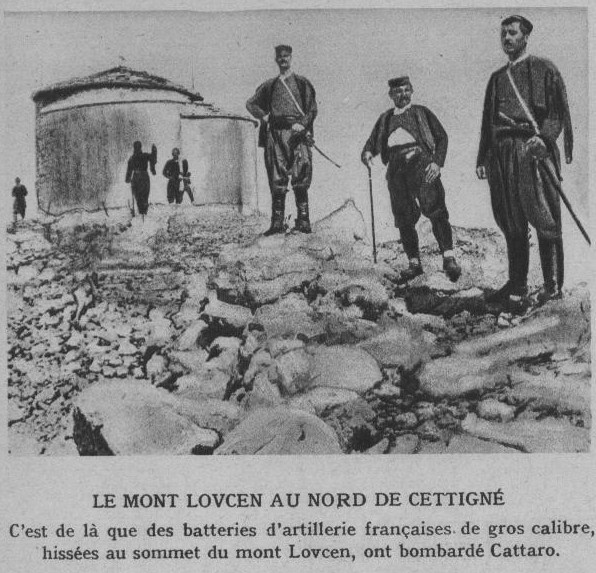
1914年10月、山腹に陣取るフランス軍

ロヴチェン山（セルビア語: Ловћен, Lovćen、発音: [lôːʋtɕen]）は、モンテネグロ・ツェティニェに所在する山である。同国の名前の由来となった山であり、同国の国立公園に指定されている山である。標高は1,749 m (5,738 ft)。

## 概要
コトル湾を望む位置に存在している山岳であり、石灰岩と苦灰岩で出来たカルスト地形が見られる山である。西側が海、東側が陸であるため、海洋性気候と大陸性気候の両方の影響を受けている。1276年にこの山をステファン・ウロシュ2世ミルティンがツルナ・ゴーラと言及したのが史料に見え、黒い山を意味するツルナ・ゴーラと呼ばれたのは遠くから見ると森林が密集して黒く見えるためである。これをヴェネト語に直訳したものがモンテネグロである。

## 国立公園
ロヴチェン山は国立公園に指定されており、その面積は62.20 km2 (24.02 sq mi)である。1952年に指定された。自然に価値があるのみならず、歴史的、文化的、建築的にも重要な土地とされている。牛飼いが夏に使う伝統的な小屋や、ペトロヴィッチ＝ニェゴシュ朝王家生誕の地であるニェグシとコトルとを結ぶ道路もモンテネグロの歴史を語る上で重要な史蹟である。
ロヴチェン山で最も重要なモニュメントはペタル2世廟である。死後120年を経た1971年に、本人の遺志に基づいて山頂に設置された。

## 第一次世界大戦
第一次世界大戦では戦場としてモンテネグロの歴史に大きく影響する舞台となった。同大戦が勃発するとセルビア王国が参戦、これに真っ先に同盟して参戦したのがモンテネグロ王国ニコラ1世であった。1914年8月8日に参戦したモンテネグロはコトル湾にあるオーストリア＝ハンガリー帝国の海軍基地を攻撃する作戦に出た。ロヴチェン山の向こう側には国境があり、オーストリア＝ハンガリー陸軍も駐留している状況下でモンテネグロ軍は一斉に攻撃を開始した。装甲巡洋艦のカイザー・カール6世はこの攻撃から退却したが、プーラから3艘の弩級戦艦を呼んでくる結末となった。この時点でモンテネグロ軍には最早数週間連続で戦い続けるほどの物資は無くなっていたものの、それでも攻撃を続けた。
フランスが参戦するとバールに位置する海軍のためにもコトルを確保することがより重要な使命となった。戦艦の15cm砲2機と12cm砲4機を一か月かけて陸地に運び込み、ロヴチェン山の南斜面に陣取らせた。同年10月19日にフランス軍は砲撃を開始し、21日にオーストリア＝ハンガリー軍は一時撤退し、30.5cm砲と24cm砲を4機ずつ搭載する戦艦ラデツキーを呼ぶこととした。この間にオーストリア＝ハンガリー軍はマッピングに従事し、翌日16時27分にラデツキーはロヴチェン山に向けて攻撃を開始、フランス軍の12cm砲は1機が破壊された。26日の夜明け前にラデツキーは再び攻撃を開始、不意を突かれたフランス、モンテネグロ連合軍は大砲や砦に大きな損害を被り、12cm砲はまた1機失われた。さらにラデツキーは陸地よりに陣を取ったために連合軍は撤退を余儀なくされた。11月にはコトルを確保する計画自体を諦めることとなり、12月16日にはラデツキーもプーラへと戻っていった。
その後1916年1月にオーストリア＝ハンガリー陸軍がモンテネグロに進軍する際に、支援部隊がロヴチェン山南斜面に陣取った。これによってモンテネグロはオーストリア＝ハンガリーに占領されることとなり、ニコラ1世はフランスに亡命、モンテネグロは最終的にセルビアに占領されることとなった。